# 垂叶蒿
垂叶蒿（学名：Artemisia flaccida）为菊科蒿属下的一个种。